# Raghudebbati
Raghudebbati é uma vila no distrito de Haora, no estado indiano de Bengala Ocidental.

## Geografia
Raghudebbati está localizada a 22° 32′ N, 88° 12′ L. Tem uma altitude média de 8 metros (26 pés).

## Demografia
Segundo o censo de 2001, Raghudebbati tinha uma população de 11 878 habitantes. Os indivíduos do sexo masculino constituem 51% da população e os do sexo feminino 49%. Raghudebbati tem uma taxa de literacia de 58%, inferior à média nacional de 59,5%: a literacia no sexo masculino é de 65% e no sexo feminino é de 52%. Em Raghudebbati, 14% da população está abaixo dos 6 anos de idade.